# Мозес Хес
Мозес Хес (на немски: Moses Hess, среща се също и като Моше, както и Мориц, а най-правилно е Моисей) е един от първите германски социалисти, който оказва влияние върху Карл Маркс и Фридрих Енгелс, като е един от основателите на вулгарния комунизъм.
Мозес Хес е германски еврейски философ, младохегелианец, който въвежда термина отчуждение във философията. Един от най-ранните предвестници на ционизма (по-специално, на неговата социалистическа насока). Автор на първия значим труд в посока на алията – „Рим и Йерусалим. Последният национален въпрос.“.

## Биография
Роден е на 21 януари 1812 година в Бон, Прусия. Родителите му преместват интереса и бизнеса си в Кьолн и до 14-годишна възраст Хес живее с дядо си, търговец, познавач на Тората, който го въвежда и възпитава в еврейски ортодоксален дух и традиция.
В годините 1837 – 1839 учи философия в Бонския университет, но не се дипломира. От края на 1841 г. Хес е един от редакторите на радикалния „Кьолнски вестник“ (Rheinische Zeitung – забранен от правителството през март 1843), а от края на 1842 г. е негов кореспондент в Париж.
Като лидер на движението за „истински социализъм“ (синтез на идеите на немския идеализъм и френския утопичен социализъм с етиката на Лудвиг Фойербах), Хес вижда в комунистическото общество въплъщение на практическата етика. Той проповядва, че свободния труд ще замени капиталистическата система, основана на експлоатацията на човек от човека.
Хес заедно с Маркс работи по няколко съвместни проекта, докато Карл Маркс не отхвърля предложения от Хес вариант на утопичен социализъм, подлагайки го на рязка критика в „Комунистическия манифест“ (1848). Хес, въпреки всичко, остава на позициите на етичния социализъм и в годините 1846 – 51 признава значението на политико-икономическите фактори за изграждането на комунизма. Постепенно Хес променя своите първоначални идеалистични възгледи, приемайки все по-прагматични убеждения. През 1863 г. той става застъпник на Фердинанд Ласал.
През 1851 г. умира бащата на Мосес Хес, оставяйки му значително състояние, което му предоставя икономическа независимост. По това време Хес се жени за Сибил Печ, негова политическа съмишленичка, изповядваща християнството.
Още като журналист, пътувайки в Белгия през 1845 г., Хес се присъединява към комунистическото движение. По време на революционната вълна, заляла Европа от 1848 г., Хес е принуден да напусне Германия, да се скита из Европа, след което се установява през 1853 г. в Париж, където започва да се занимава с публицистика.
В годините 1861 – 1863 г. Хес живее отново в Германия, където и публикува най-известния си труд – „Рим и Йерусалим“, представляващ фундамента на класическата теория на бъдещия ционизъм.
В края на 1863 г. Хес се връща в Париж, сътрудничейки на еврейски и други издателства. По това време е кореспондент в Париж на няколко социалистически вестника от САЩ и Германия. По време на Френско-пруската война Мозес Хес като пруски гражданин е изгонен от Франция и отива в Белгия, но след войната се завръща в Париж, започвайки нова философска работа. Но по това време го застига смъртта.
В съответствие с последната му воля Хес е погребан в еврейското гробище в Дейц, близо до Кьолн. През 1961 г. останките на Мозес Хес са пренесени в Израел и препогребани в гробище в близост до Галилейското езеро.

## Трудове
В първия си публикуван труд, „Свещена история на човечеството, написана от млад последовател на Спиноза“ (1837; Heilige Geschichte der Menschheit von einem Junger Spinoza), Хес се опитва да съчетае Хегелианската триада за общественото развитие, с пантеистичната концепция за Бог, заимствана от Барух Спиноза. В книгата „Европейска триархия“ (1841), призовава за постепенно геополитическо обединение на големите три европейски велики сили (Великобритания, Франция, Прусия) в една европейска държава срещу реакционната Руска империя (виж и Третия Рим).
Позицията на Хес по еврейския въпрос търпи метаморфоза. През 20-те години на XIX век, той е на мнение и вярва, че евреите трябва да се интегрират и асимилират изцяло в немското общество посредством еманципация и насърчаване на смесените бракове. През този свой ранен период, Хес рязко критикува юдаизма. Дори Дамаската афера (1840) не променя това му първоначално мнение, въпреки че аферата събужда у него националното чувство.
В най-известната си книга, „Рим и Йерусалим“, Хес представя идеята, че първоначално движеща сила на човешката история е расовата борба, а класовата е вторична. Две „световни исторически раси“ – арийци и семити, с обединени усилия в областта на културата създават т.нар. модерно общество, първите – в стремежа си да обяснят и украсят живота, а вторите – да го осветят и да въведат моралното начало в него. Хес не разделя тези две раси на висша и нисша, както прави в края на века Хюстън Чембърлейн, но ги противопоставя в определен смисъл. Единственият начин да се запази националната еврейска идентичност, Хес вижда в еврейската религия – юдаизма, и тя до създаването на независима еврейска държава не трябва да търпи промени. Хес се застъпва за учредяването на един нов Синедрион в новообразуваната държава в Палестина. В общи линии виждането на Хес за бъдещото устройство на еврейската държава е социалистическо, „в съответствие с Мойсеевите, т.е. социалистически принципи“.
Книгата предизвиква големи спорове и дебати между Хес и участниците в работническото движение, но след определен период от време те минават на заден план. Произведенията на Мозес Хес и неговата личност имат значимо отражение върху редица ционистки лидери като Ашер Гинсберг и Теодор Херцел. През 80-те години на XIX век излизат редица статии за Хес, като неговите идеи и трудове започват да се подлагат на обществено обсъждане. Двутомните събрани съчинения на Хес са публикувани на немски, полски и иврит, под редакцията от Мартин Бубер (1954/56 г.). След края на Втората световна война интересът към социалистическите идеи на Хес също се увеличава конюнктурно.

## Памет
- На неговото име е кръстено селище – Кфар Хес.